# SN 2009X
SN 2009X – supernowa odkryta 2 lutego 2009 roku w galaktyce UGC 6019. W momencie odkrycia miała maksymalną jasność 17,10m.